# Hatebreed
Hatebreed ist eine US-amerikanische Metallic-Hardcore-Band aus Bridgeport, Connecticut. Sie haben ein Coveralbum und acht Studioalben veröffentlicht, von denen zuletzt „Weight of the False Self“ 2020 erschien. Ihr Musikstil vermischt Einflüsse des Hardcore-Punks mit Heavy-Metal. Hatebreed-Konzerte sind vor allem in den USA für ihren sehr intensiven Moshpit bekannt, der oft zu Verletzungen führt.

## Geschichte
Die Band, die um den Frontmann Jamey Jasta (damals noch Roadie der Band Integrity) in New York entstanden ist, spielt harten, metallischen Hardcore-Punk der neueren Schule. Nach ihrer Gründung nahm die Band ein Demo mit 3 Liedern auf, welches sie lokal verkauften. Diese 3 Lieder wurden 1995 auf einer 7" Split-EP zusammen mit der New Yorker Band Neglect zu veröffentlicht.
In Folge nahm die Band die EP Under the Knife auf, welche 1995 auf dem Label Big Wheel Recreation erscheinen sollte. Entgegen der Planung veröffentlichte man die EP in Eigenregie und ging zusammen mit der englischen Band Voorhees auf Tour an der US Ostküste und im mittleren Westen. Im folgenden Jahr veröffentlichte die Band ihr Album Satisfaction is the Death of Desire auf Victory Records, das Album verkaufte mehr Einheiten als jedes andere Debütalbum des Labels zuvor.
Touren mit Bands wie Slayer, Deftones, Entombed und Napalm Death beeinflussten die Musik der Band und brachten diese auch Nicht-Hardcore-Fans näher. Diese Einflüsse zeigten sich auf den nächsten beiden Veröffentlichungen Perseverance in 2002 und The Rise of Brutality in 2003.
In 2004 nahm die Band an der Unholy Alliance-Tour in Europa mit Bands wie Slayer, Slipknot und Mastodon teil. Direkt im Anschluss trat die Band auf dem Download-Festival in Castle Donington (GB) im Juni 2006 auf. Es folgte eine Europa-Tour mit einem Auftritt auf dem Ozzfest 2006 neben Bands wie DragonForce, Lacuna Coil, Avenged Sevenfold, Disturbed und Co-Headlinern System of a Down.
Nach dem Wechsel vom Hardcore-lastigen Label Victory Records zum Major-Label Universal Music in 2006 änderte sich die Musikrichtung weiter in Richtung Metalcore. Die Band veröffentlichte ihr viertes Album „Supremacy“, unterstützt von Frank „3 Gun“ Novinec, der zuvor bei Bands wie Ringworm, Terror und Integrity tätig war, als zweiten Gitarristen.
Hatebreed waren außerdem nominiert für den Grammy in der Kategorie „Best Metal Performance“ für den Song Live for This, der 2003 auf dem Album The Rise of Brutality erschienen war und sind auf dem Soundtrack zum Film xXx – Triple X mit dem Stück I Will Be Heard vertreten. Auch der Song Bound to Violence ist auf dem Soundtrack zum Film The Punisher (2004), welcher 2004 veröffentlicht wurde, zu finden.
Am 13. September 2006 nahm sich Lou Richards, ehemaliger Gitarrist der Band, das Leben. Lou Richards war am Album Satisfaction is the Death of Desire 1997 beteiligt und verließ die Band in 2002.
Seit 2006 touren Hatebreed mit dem Lichttechniker Martin Kames, welcher auch die beiden offiziellen Videos zu Destroy Everything und Never Let It Die gefilmt und geschnitten hat. Für das Video zu Never Let It Die hat er auf der Hatebreed Europe Tour 2007 sowie auf der Persistence Tour 2007 das Leben der Band auf und hinter der Bühne mitgefilmt und so Einblicke in Alltag und Leben der Musiker gewährt. Martin Kames ist zudem für die Bühnenshow der Band, welche Flammenwerfer, CO2-Jets und pyrotechnische Effekte umfasst, verantwortlich.
2008 erschien der Soundtrack zum Film Punisher: War Zone zu dem Hatebreed den Sepultura Cover Refuse / Resist beisteuerte.
Am 9. Februar 2009 verließ Gitarrist Sean Martin die Band nach 10 Jahren. Seine Stelle wurde von Wayne Lozinak übernommen.
Das Lied In Ashes They Shall Reap vom Album Hatebreed ist Teil des offiziellen Soundtracks zum Kinofilm Saw VI.
Hatebreeds fünftes Studioalbum Hatebreed erschien im September 2009; zuvor hatte die Band im Mai 2009 das Album For the Lions mit Coverversionen von Bands, die die Band maßgeblich beeinflusst hatten, veröffentlicht.
Am 25. Januar 2013 erschien das sechste Studioalbum der Band, die nun zum Label Nuclear Blast gewechselt hatte. Es trägt den Titel The Divinity of Purpose.
Mit The Concrete Confessional erschien am 13. Mai 2016 das siebte Album.
2020 veröffentlichte Hatebreed das Lied When the Blade Drops und kündigte ein neues Album für 2020 an, welches ebenfalls bei Nuclear Blast unter dem Titel Weight of the False Self erschien.
Im Juli 2025 erschien eine Single von Hatebreed mit dem Titel Make The Demons Obey.

## Stil
In früheren Tagen spielte die Band einen eher punklastigen (Old-School-)Hardcore-Sound (Empty Promises, We Still Fight), doch in jüngerer Vergangenheit vermehrt New-School-Hardcore (In Ashes They Shall Reap, Words Became Untruth), der sich vor allem durch brutale und eher unmelodische Metalelemente kennzeichnet.
Bezeichnend für den Stil sind die langen und besonders hervorgehobenen Breakdowns sowie „stampfende“ Moshparts. Prägend für den Sound sind vor allem auch harte, metallastige Gitarrenriffs, die nach vorne treibenden, Doublebass-lastigen Schlagzeug-Rhythmen und der charakteristische Gesang des Sängers Jamey Jasta. Die Gruppe gilt mit ihrem Sound vielfach als Wegbereiter für Gruppen mit ähnlichem Stil.
In ihren Texten geht es vorwiegend um relativ unpolitische Themen wie etwa Familie, Eltern und um Zusammenhalt generell.

## Bandmitglieder

Hatebreed, aktuelle Besetzung live auf dem With Full Force 2018
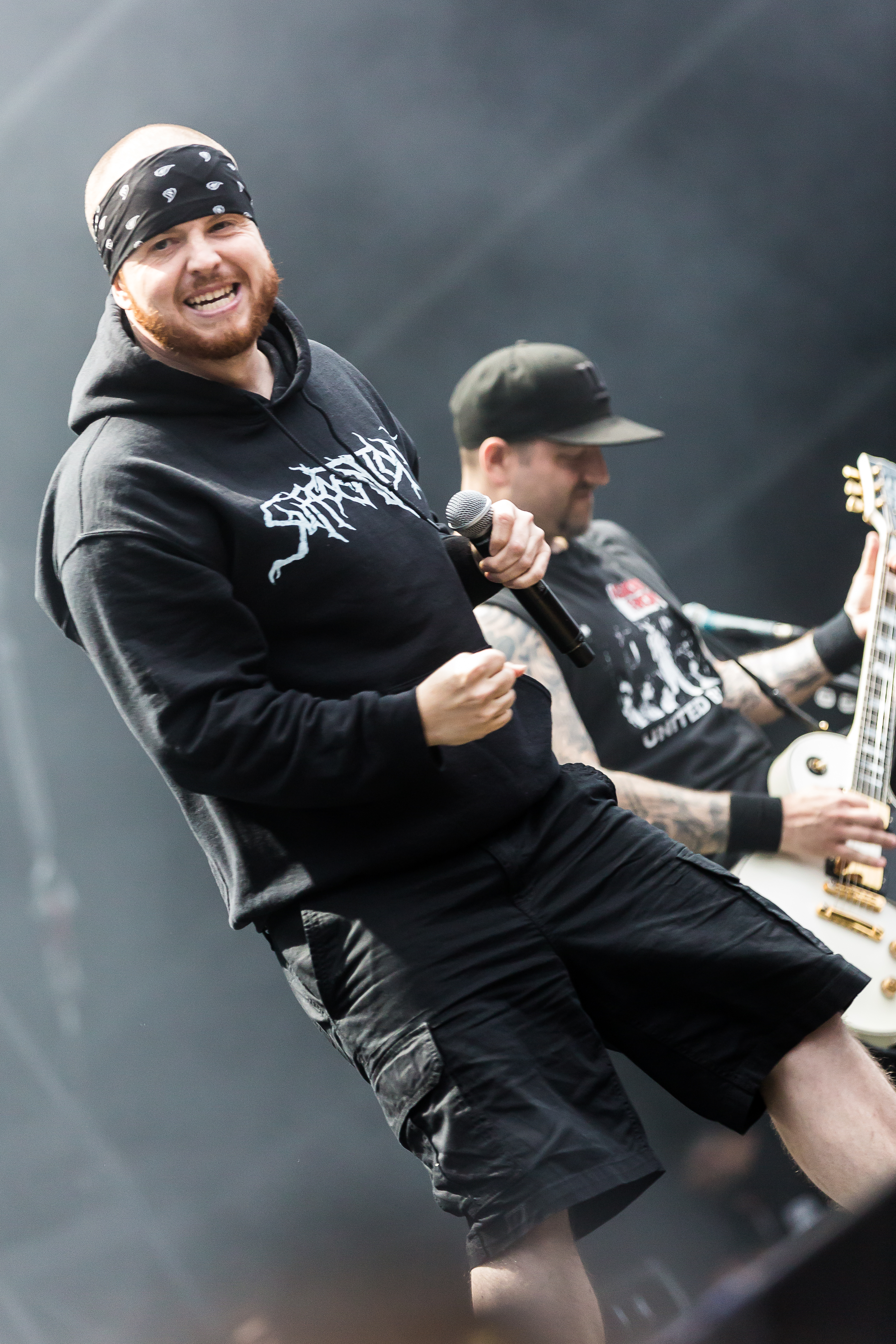
Sänger Jamey Jasta
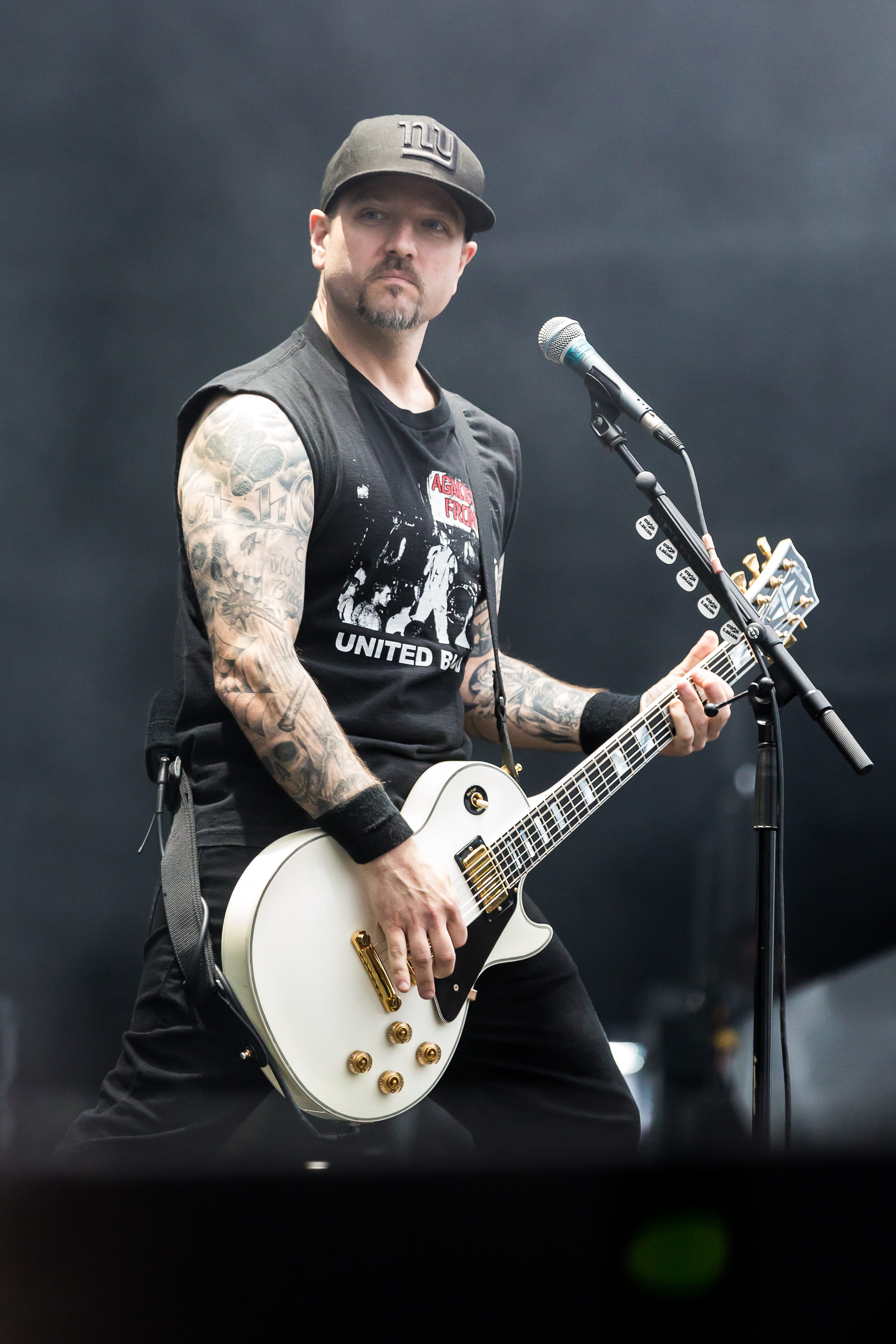
Lead-Gitarrist Wayne Lozinak
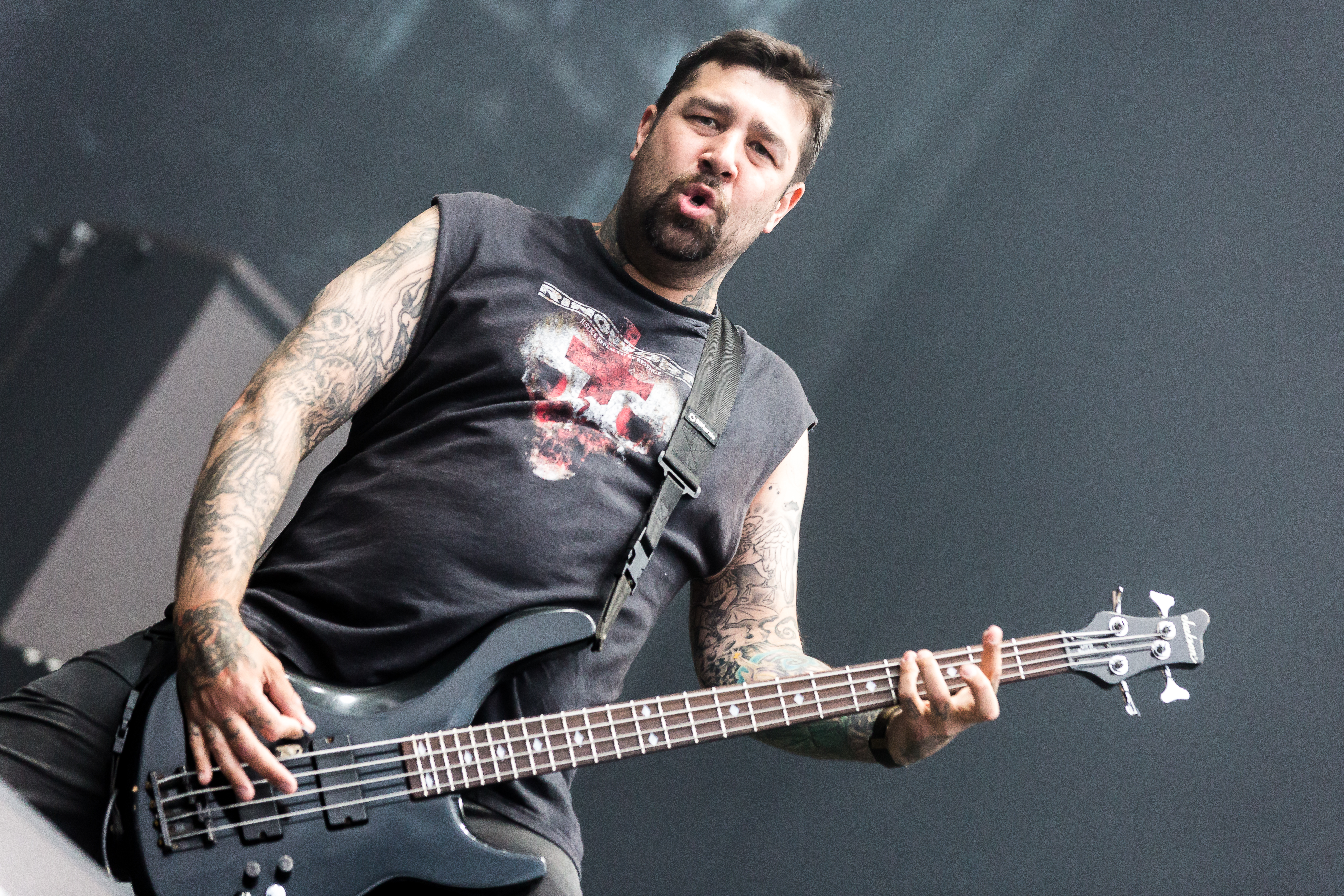
Bassist Chris Beattie
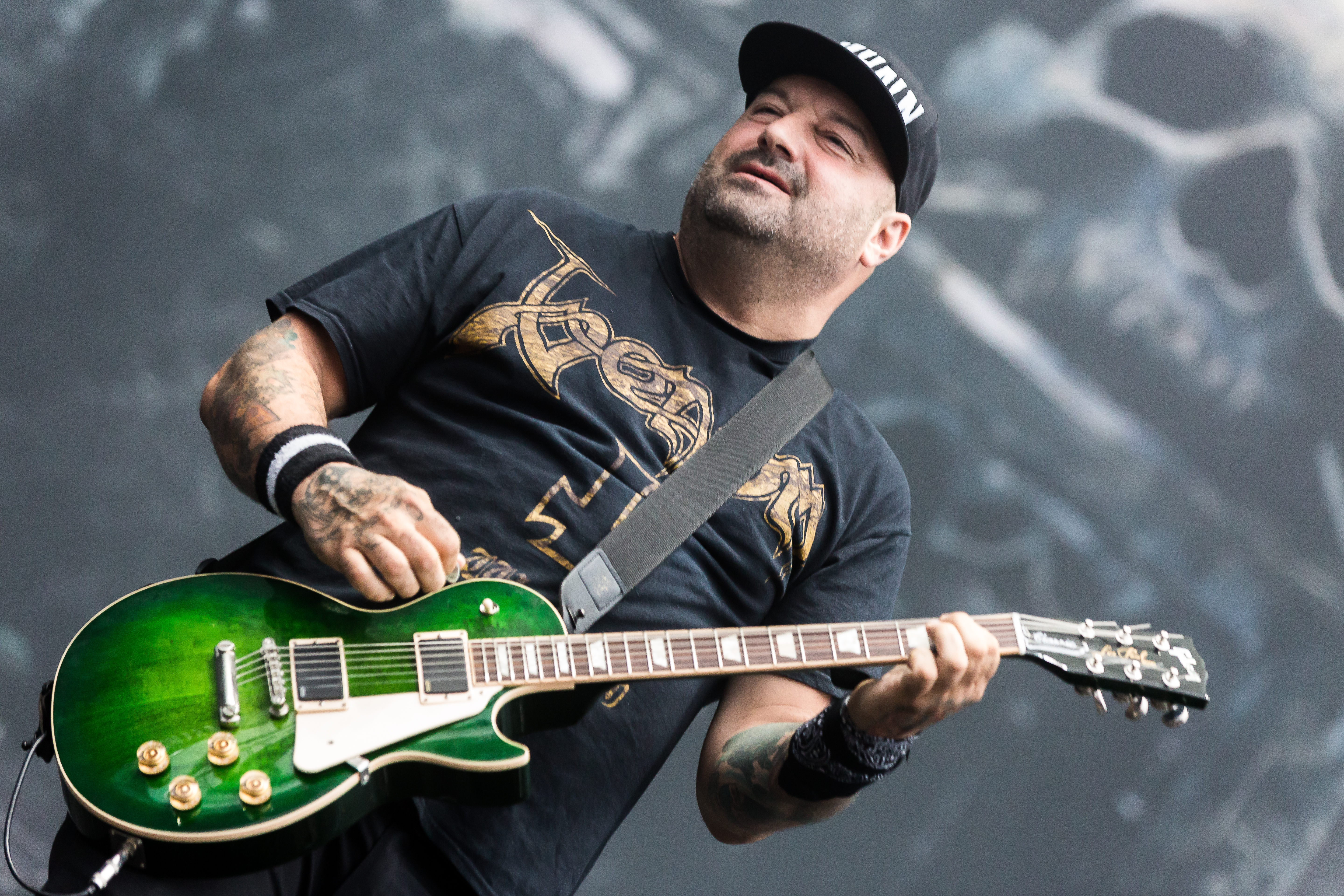
Rhythmus-Gitarrist Frank Novinec
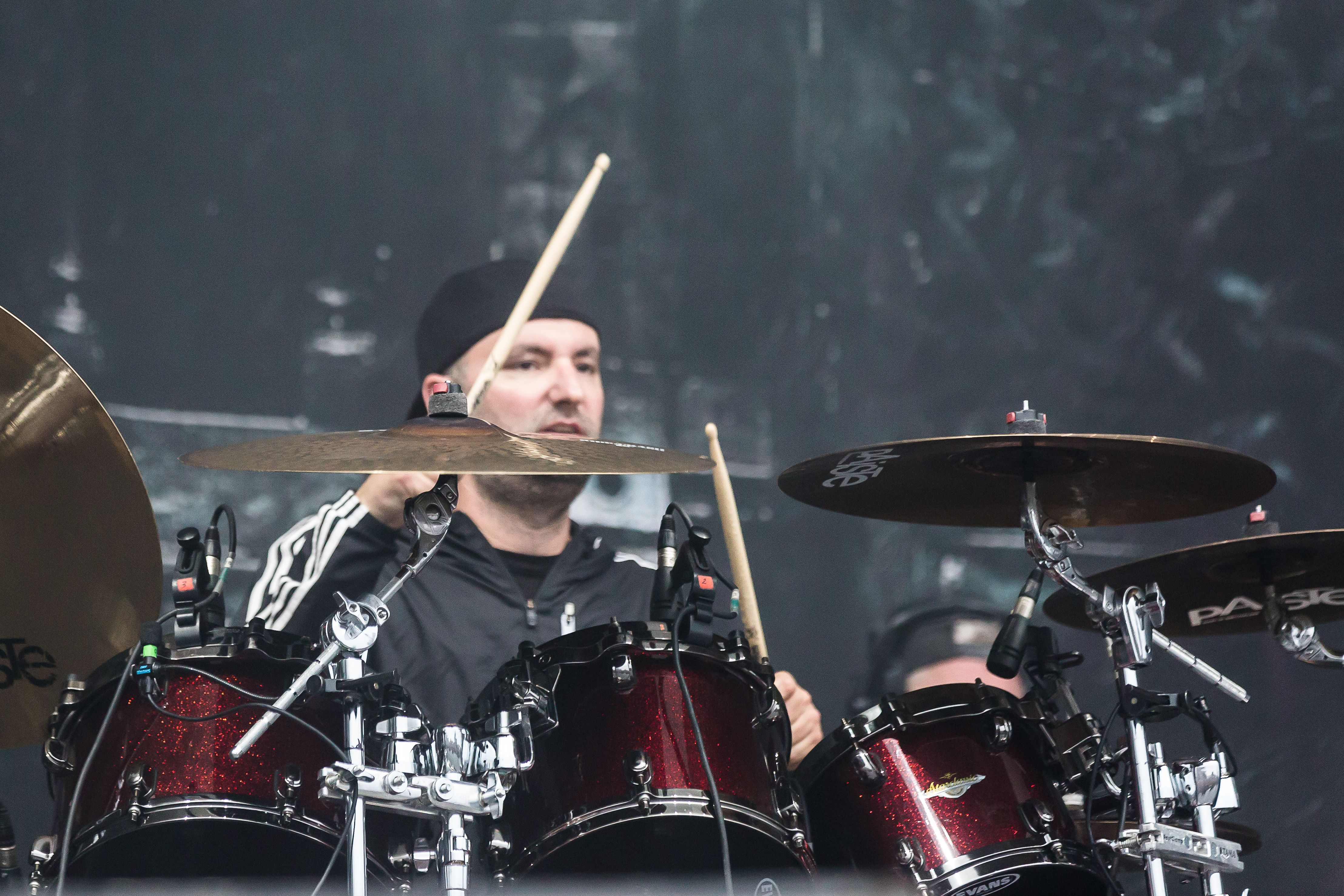
Schlagzeuger Matt Byrne

## Diskografie

### Alben
| Jahr | Titel Musiklabel                                    | Höchstplatzierung, Gesamtwochen, AuszeichnungChartplatzierungen (Jahr, Titel, Musiklabel, Platzierungen, Wochen, Auszeichnungen, Anmerkungen) | Höchstplatzierung, Gesamtwochen, AuszeichnungChartplatzierungen (Jahr, Titel, Musiklabel, Platzierungen, Wochen, Auszeichnungen, Anmerkungen) | Höchstplatzierung, Gesamtwochen, AuszeichnungChartplatzierungen (Jahr, Titel, Musiklabel, Platzierungen, Wochen, Auszeichnungen, Anmerkungen) | Höchstplatzierung, Gesamtwochen, AuszeichnungChartplatzierungen (Jahr, Titel, Musiklabel, Platzierungen, Wochen, Auszeichnungen, Anmerkungen) | Höchstplatzierung, Gesamtwochen, AuszeichnungChartplatzierungen (Jahr, Titel, Musiklabel, Platzierungen, Wochen, Auszeichnungen, Anmerkungen) | Anmerkungen                                  |
| Jahr | Titel Musiklabel                                    | DE | AT | CH | UK | US | Anmerkungen                                  |
| ---- | --------------------------------------------------- | --- | --- | --- | --- | --- | -------------------------------------------- |
| 1997 | Satisfaction Is the Death of Desire Victory Records | — | — | — | — | — | Erstveröffentlichung: 11. November 1997      |
| 2002 | Perseverance Universal Records                      | — | — | — | — | US50 (3 Wo.)US | Erstveröffentlichung: 12. März 2002          |
| 2003 | The Rise of Brutality Roadrunner Records            | — | — | — | — | US30 (3 Wo.)US | Erstveröffentlichung: 28. Oktober 2003       |
| 2006 | Supremacy Roadrunner Records                        | DE52 (2 Wo.)DE | AT64 (1 Wo.)AT | CH95 (1 Wo.)CH | — | US31 (4 Wo.)US | Erstveröffentlichung: 29. August 2006        |
| 2009 | For the Lions Koch Records                          | — | — | — | — | US58 (2 Wo.)US | Erstveröffentlichung: 5. Mai 2009 Coveralbum |
| 2009 | Hatebreed Roadrunner Records                        | DE45 (1 Wo.)DE | AT60 (1 Wo.)AT | — | — | US37 (4 Wo.)US | Erstveröffentlichung: 29. September 2009     |
| 2013 | The Divinity of Purpose Nuclear Blast               | DE25 (2 Wo.)DE | AT28 (2 Wo.)AT | CH40 (1 Wo.)CH | — | US20 (2 Wo.)US | Erstveröffentlichung: 29. Januar 2013        |
| 2016 | The Concrete Confessional Nuclear Blast             | DE17 (2 Wo.)DE | AT23 (1 Wo.)AT | CH20 (2 Wo.)CH | UK78 (1 Wo.)UK | US25 (1 Wo.)US | Erstveröffentlichung: 13. Mai 2016           |
| 2020 | Weight of the False Self Nuclear Blast              | DE36 (1 Wo.)DE | — | — | — | — | Erstveröffentlichung: 27. November 2020      |

### Musikvideos
- Worlds Apart
- I Will Be Heard
- Perseverance
- This Is Now
- Live for This
- To the Threshold
- Defeatist
- Destroy Everything
- Never Let It Die
- Ghosts of War (Slayer-Cover)
- Thirsty and Miserable (Black-Flag-Cover)
- In Ashes They Shall Reap
- Everyone Bleeds Now
- Put It to the Torch
- Honor Never Dies
- Looking Down the Barrel of Today
- When the Blade Drops[17]

### Videoalben
- 2008: Live Dominance

### Sonstiges
- 1995: Split mit Neglect (Stillborn Records)
- 1996: Split mit Integrity (Stillborn Records)
- 1996: Under the Knife (EP, Victory Records)